# Jessica Andersson

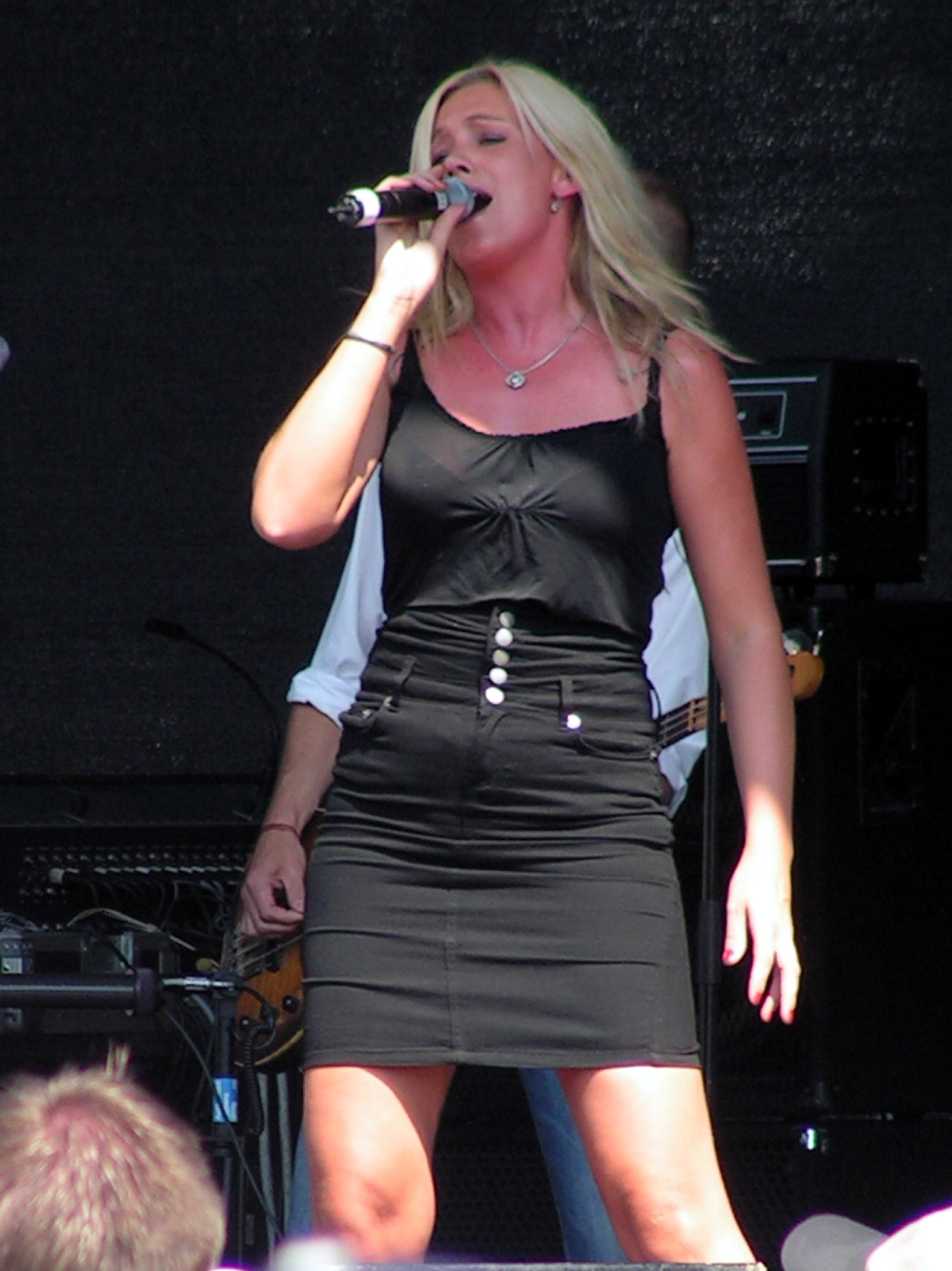
Jessica Andersson participando en el festival de SAAB en Trollhättan, Suecia, 10 de junio de 2007.

Jessica Andersson (27 de octubre de 1973) es una conocida cantante sueca, ex componente del dúo Fame que formó junto con Magnus Bäcklund y con el que representaron a Suecia en el Festival de Eurovisión en 2003 con el tema "Give me your love" quedando quintos.
Jessica ha participado en varias ocasiones en el Melodifestivalen. Ganó en 2003, y participó en 2004, 2006, 2007, 2010, 2015, 2018 y 2021 (estas seis últimas en solitario). En 2006 comenzó su carrera en solitario. En 2010 participó con la balada "I Did It For Love", con la que tras pasar por el Andra Chansen, o repesca, llegó a la final que tuvo lugar el 13 de marzo de 2010 alcanzando la 8.ª posición de un total de 10.

## Discografía
En solitario:
- Du får för dig att du förför mig (2006)
- Kalla nätter (2006)
- Kom (2007)
- Wake Up (2009)
- 40.14.4 (2013)
- Perfect Now (2015)